# نان خالا
نان خالا (عبری: חַלָּה‎) یک نوع نان یهودی است که معمولاً در ایام مخصوص مانند شبات؛ اعیاد یهودی (به غیر از پسح) پخته و مصرف می‌شود.